# Temelucha sierrae
Temelucha sierrae là một loài tò vò trong họ Ichneumonidae.